# Beyond Ipanema
Beyond Ipanema: Ondas Brasileiras na Música Global é um documentário de 2009 acerca da influência da música brasileira fora do país, sobretudo nos Estados Unidos. Produzido pelos cineastas Guto Barra e Béco Dranoff, possui entrevistas e apresentações de David Byrne, Devendra Banhart, M.I.A., Os Mutantes, Caetano Veloso, Gilberto Gil, Tom Zé, Seu Jorge, Thievery Corporation, Bebel Gilberto, CSS, Creed Taylor e muitos outros.
A estreia mundial do filme ocorreu no Museu de Arte Moderna, em Nova Iorque, em julho de 2009. Foi mostrado uma vez em mais de cinquenta festivais de cinema, incluindo HotDocs (o maior festival de documentário na América do Norte), SXSW (um dos maiores festivais de música nos Estados Unidos) e o Festival Internacional de Cinema de Chicago (um dos eventos cinematográficos mais antigos da América do Norte). Também foi exibido em salas, tais como o Instituto de Arte Contemporânea, em Boston; Centro para as Artes Yerba Buena, em São Francisco; High Art Museum, em Atlanta; e  Haus der Kulturen der Welt, em Berlim.
Beyond Ipanema foi premiado como melhor documentário e melhor edição sonora no 14º Festival de Cinema Brasileiro de Miami e de melhor filme no 3º Festival de Cinema Brasileiro de Vancouver. De acordo com Hollywood Reporter, "Beyond Ipanema é um aspecto vibrante e elegante em décadas de música brasileira que se concentra no acolhimento que tem recebido nos Estados Unidos". Para o Huffington Post, "Beyond Ipanema é um resumo genial da invasão de música brasileira no mundo todo pelos diretores Guto Barra e Béco Dranoff".